# Jean-Claude Letzelter
Jean-Claude Letzelter (ur. 25 kwietnia 1940 w Sélestat) – francuski szachista, mistrz FIDE.

## Kariera szachowa
Od połowy lat 60. do końca 70. należał do grona najlepszych francuskich szachistów. Wielokrotnie występował w finałach indywidualnych mistrzostw kraju, trzykrotnie zdobywając złote medale (w latach 1968, 1971, 1974) oraz medal srebrny (w roku 1967). Pomiędzy 1968 a 1978 rokiem czterokrotnie reprezentował narodowe barwy na szachowych olimpiadach, zdobywając 26½ pkt w 47 partiach. W roku 1975 brał udział w rozegranym we Wracy turnieju strefowym (eliminacji mistrzostw świata), w którym zajął ostatnie, XVI miejsce.